# Miranda's Victim
Miranda's Victim és una pel·lícula de drama d'època estatunidenca del 2023 dirigida per Michelle Danner i protagonitzada per Abigail Breslin, Luke Wilson, Kyle MacLachlan, Ryan Phillippe, Mireille Enos, Emily VanCamp, Andy Garcia i Donald Sutherland. S'ha doblat i subtitulat al català.
La pel·lícula està basada en la vida de Patricia "Trish" Weir, que va ser segrestada i violada per Ernesto Miranda el 1963. La pel·lícula també mostra l'origen de l'avís Miranda.
Es va estrenar el 6 d'octubre de 2023 als Estats Units amb la distribució de Vertical Entertainment.
El rodatge va començar a Nova Jersey el juny de 2022. La pel·lícula es va rodar al poble de Middletown, Red Bank i a la Universitat de Monmouth.